# Fayadh Zulkifli
Fayadh Zulkifli (Baling, 13 de septiembre de 1998) es un futbolista malasio que juega en la demarcación de extremo para el Kedah Darul Aman FC de la Superliga de Malasia.

## Selección nacional
Hizo su debut con la selección de fútbol de Malasia el 9 de octubre de 2021 en un encuentro amistoso contra Uzbekistán que finalizó con un resultado de 5-1 a favor del combinado uzbeko tras el gol de Baddrol Bakhtiar para Malasia, y de Azizbek Amonov, otro del propio Norchaev, y un doblete de Dostonbek Khamdamov para Uzbekistán.

## Clubes
| Club                | País    | Año       | Partidos | Goles |
| ------------------- | ------- | --------- | -------- | ----- |
| Yokohama F. Marinos | Japón   | 2015-2019 | 12       | 6     |
| Kedah Darul Aman FC | Malasia | 2019-     | 124      | 19    |